# Pimachiowin Aki
Il Pimachiowin Aki (che significa terra che dà vita nella lingua Ojibwe, ᐱᒪᒋᐅᐃᐧᓂ ᐊᑭ) è un'area paesaggistica situata in Canada, per lo più costituita da foresta boreale che copre parti delle provincie di Manitoba (Manitoba Provincial Wilderness Park di Atikaki Provincial Park) e Ontario (Ontario Woodland Caribou Provincial Park. Il sito si estende per un'area di 29000 chilometri quadrati, quindi dimensioni simili a quelle della Danimarca, e comprende le terre ancestrali di quattro Prime Nazioni, tra cui Poplar River First Nation, Little Grand Rapids First Nation, Pauingassi First Nation e Bloodvein First Nation. L'area comprende anche il Manitoba Provincial Wilderness Park di Atikaki Provincial Park e l'Ontario Woodland Caribou Provincial Park.
Dal 2018 patrimonio dell'umanità dell'UNESCO situato nella foresta boreale che copre parti del Manitoba e Ontario.